# الکساندر لوکوویچ
الکساندر لوکوویچ (صربی: Aleksandar Luković؛ زادهٔ ۲۳ اکتبر ۱۹۸۲) یک بازیکن فوتبال بازنشسته اهل صربستان است.
او در تیم ملی فوتبال صربستان و باشگاه ستاره سرخ بلگراد به عنوان مدافع بازی کرده‌است.
لوکوویچ در جام جهانی فوتبال ۲۰۱۰ حضور داشته‌است.